# کنبانک (مین)
کنبانک(به انگلیسی: Kennebunk) شهری در ایالت مین کشور ایالات متحده آمریکا است که جمعیت آن در سرشماری سال ۲۰۱۰ میلادی، ۵٬۲۱۴ نفر بوده‌است.